# Resolutie 2073 Veiligheidsraad Verenigde Naties
Resolutie 2073 van de Veiligheidsraad van de Verenigde Naties werd door de VN-Veiligheidsraad met unanimiteit van stemmen aangenomen op 7 november 2012 en gaf de Afrikaanse Unie toestemming om diens AMISOM-vredesmacht in Somalië met vier maanden te verlengen.

## Achtergrond
In 1960 werden de voormalige kolonies Brits Somaliland en Italiaans Somaliland onafhankelijk en samengevoegd tot Somalië. In 1969 greep het leger de macht en werd Somalië een socialistisch-islamitisch land. In de jaren 1980 leidde het verzet tegen het totalitair geworden regime tot een burgeroorlog en in 1991 viel het centrale regime. Sindsdien beheersten verschillende groeperingen elk een deel van het land en viel Somalië uit elkaar. Toen milities van de Unie van Islamitische Rechtbanken de hoofdstad Mogadishu veroverden, greep buurland Ethiopië in en heroverde de stad. In 2007 stuurde de Afrikaanse Unie met toestemming van de Veiligheidsraad 8000 - later 12.000 - vredeshandhavers naar Somalië. In 2008 werd piraterij voor de kust van Somalië een groot probleem. In september 2012 trad na verkiezingen een nieuwe president aan die met zijn regering de rol van de tijdelijke autoriteiten die Somalië jarenlang hadden bestuurd moest overnemen.

## Inhoud
De AU-lidstaten mochten de AMISOM-vredesmacht tot 7 maart 2013 in Somalië houden. De missie mocht alles in het werk stellen om volgende taken waar te nemen:
a. De bedreiging door Al Shabaab en andere gewapende oppositiegroepen verminderen om effectief bestuur in heel Somalië mogelijk te maken.
b. De dialoog en verzoening in het land ondersteunen door de personen die bij het vredesproces betrokken waren te assisteren en beschermen.
c. De autoriteiten en belangrijke infrastructuur beschermen.
d. Helpen met de uitvoering van het nationaal veiligheids- en stabilisatieplan; vooral de oprichting en opleiding van de Somalische veiligheidsdiensten.
e. Op vraag bijdragen aan een veiligheidssituatie waarin de levering van noodhulp mogelijk is.
f. Het eigen en VN-personeel en materiaal beschermen.
Vanwege het unieke karakter van de missie werd uitzonderlijk besloten de logistieke bijdrage van de VN tijdelijk uit te breiden voor vijftig bijkomende civiele personeelsleden. De VN bleef voorts logistieke steun verlenen aan maximaal 17.731 militairen.

## Verwante resoluties
- Resolutie 2067 Veiligheidsraad Verenigde Naties
- Resolutie 2072 Veiligheidsraad Verenigde Naties
- Resolutie 2077 Veiligheidsraad Verenigde Naties
- Resolutie 2093 Veiligheidsraad Verenigde Naties (2013)

Lijst ·  2033 ·  2034 ·  2035 ·  2036 ·  2037 ·  2038 ·  2039 ·  2040 ·  2041 ·  2042 ·  2043 ·  2044 ·  2045 ·  2046 ·  2047 ·  2048 ·  2049 ·  2050 ·  2051 ·  2052 ·  2053 ·  2054 ·  2055 ·  2056 ·  2057 ·  2058 ·  2059 ·  2060 ·  2061 ·  2062 ·  2063 ·  2064 ·  2065 ·  2066 ·  2067 ·  2068 ·  2069 ·  2070 ·  2071 ·  2072 ·  2073 ·  2074 ·  2075 ·  2076 ·  2077 ·  2078 ·  2079 ·  2080 ·  2081 ·  2082 ·  2083 ·  2084 ·  2085